# Clima da Noruega

Tipos climáticos da Noruega

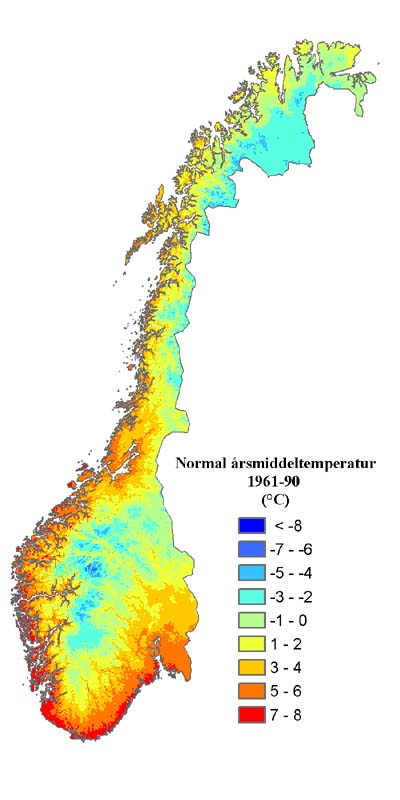
Temperaturas médias na Noruega.

O Clima da Noruega é variado e influenciado por fatores geográficos, como latitude, altitude, proximidade com o oceano e relevo do terreno. Essa diversidade climática contribui para a rica variedade de paisagens e ecossistemas encontrados no país, tornando a Noruega um destino fascinante para explorar e descobrir. A Noruega, conhecida por suas paisagens deslumbrantes e variadas, possui um clima que varia significativamente de acordo com a região geográfica. Devido à extensão do país de norte a sul e à presença de montanhas, fiordes e correntes oceânicas, a Noruega apresenta uma ampla gama de climas, desde o ártico no norte até o temperado no sul.

## Tipos climáticos
1. Clima Ártico: No extremo norte da Noruega, acima do Círculo Polar Ártico, encontra-se a região de clima ártico. Aqui, os invernos são longos, escuros e rigorosos, com temperaturas frequentemente abaixo de zero. Os verões são curtos e frescos, com dias de sol contínuos, devido ao fenômeno do sol da meia-noite. Esta região experimenta nevascas frequentes e é caracterizada por uma paisagem de tundra ártica.
2. Clima Subártico: Ao sul do Ártico, na região central e norte da Noruega, prevalece o clima subártico. Os invernos são frios e longos, com temperaturas abaixo de zero, enquanto os verões são curtos e frescos. Esta região experimenta uma quantidade significativa de neve durante os meses de inverno, e as temperaturas podem cair para valores muito baixos, especialmente nas áreas do interior.
3. Clima Temperado Marítimo: Nas regiões costeiras do sul e oeste da Noruega, prevalece o clima temperado marítimo. Aqui, os invernos são suaves e úmidos, com temperaturas acima de zero na maioria das áreas. Os verões são frescos e agradáveis, com temperaturas moderadas e chuvas frequentes. Devido à influência das correntes oceânicas quentes, as temperaturas são mais amenas do que o esperado para a latitude.
4. Clima de Montanha: Nas áreas montanhosas do interior da Noruega, especialmente na região central e no norte do país, prevalece o clima de montanha. Aqui, os invernos são rigorosos, com neve pesada e temperaturas muito baixas, enquanto os verões são curtos e frescos. A altitude desempenha um papel importante na determinação do clima nessas áreas, com temperaturas mais frias e condições climáticas mais extremas em altitudes mais elevadas.
5. Clima Continental: No leste da Noruega, especialmente nas áreas próximas à fronteira com a Suécia, ocorre o clima continental. Os invernos são frios e secos, com temperaturas que podem cair abaixo de zero, enquanto os verões são curtos e quentes, com dias ensolarados e noites frescas. Esta região experimenta uma menor influência das correntes oceânicas e é mais propensa a variações extremas de temperatura.

## Precipitações
As precipitações na Noruega são variadas e influenciadas por diversos fatores geográficos, como a proximidade com o mar, a topografia e as correntes oceânicas. Em geral, o país experimenta uma quantidade significativa de precipitação ao longo do ano, com padrões distintos dependendo da região.
1. Costa Oeste e Sul: Nas regiões costeiras do oeste e sul da Noruega, as precipitações são mais abundantes devido à influência das correntes oceânicas quentes que vêm do Atlântico Norte. Essas correntes trazem umidade para a região, resultando em chuvas frequentes, especialmente durante os meses de inverno. As áreas costeiras, como Bergen e Stavanger, são conhecidas por sua alta pluviosidade ao longo do ano.[11]
2. Interior e Norte: O interior e o norte da Noruega tendem a receber menos precipitação do que as regiões costeiras. Isso se deve em parte à barreira formada pelas montanhas, que bloqueiam a umidade que vem do oeste. No entanto, ainda assim, essas áreas experimentam nevascas durante os meses de inverno, especialmente em áreas mais elevadas. As chuvas são mais comuns durante o verão, mas a quantidade total de precipitação é geralmente menor do que nas áreas costeiras.[12]
3. Padrões de Precipitação: Os padrões de precipitação na Noruega podem variar significativamente ao longo do ano. No verão, as chuvas tendem a ser mais leves e intermitentes, enquanto no inverno, as tempestades e nevascas podem ser mais intensas. Além disso, o litoral ocidental é mais propenso a chuvas persistentes e garoas devido à influência das correntes oceânicas.[13]
4. Neve: A neve é uma forma comum de precipitação durante os meses de inverno em toda a Noruega, especialmente nas regiões do interior e norte do país. A neve pode persistir por vários meses nessas áreas, criando paisagens cobertas de neve e oferecendo oportunidades para esportes de inverno, como esqui e snowboard.[14]